# Кейжада
Кейжада (порт. Queijada — сирна) — португальські солодощі з Сінтри. Це невеликі солодощі, приготовані з використанням сиру або особливого сиру порт. requeijao, яєць, молока та цукрової пудри. Інші кейжади виробляють на Мадейрі, Азорських островах, Оейрасі, Еворі та Перейрі (Монтемор-о-Велью).